# تارا (بازیگر کانارایی)
تارا (انگلیسی: Tara؛ زادهٔ ۴ مارس ۱۹۷۱) هنرپیشه و سیاستمدار اهل هند است.
از فیلم‌ها یا برنامه‌های تلویزیونی که وی در آن نقش داشته‌است می‌توان به متناوب، ستاره سوزان، شانکار سی.بی.آی و همانطور که توسط بقیه دیده می‌شود اشاره کرد. تارا همچنین برندهٔ جوایزی همچون جایزه ملی فیلم بهترین بازیگر زن شده‌است.